# Réserve naturelle de l'Alataou de Kouznetsk
La réserve naturelle de l'Alataou de Kouznetsk (en russe : Государственный природный заповедник « Кузнецкий Алатау ») est une réserve naturelle d'État située en fédération de Russie dans l'oblast de Kemerovo. Elle a été instituée le 27 décembre 1989 et couvre une surface de 412 900 hectares. La zone de surveillance autour de la réserve est de 245 931 hectares.

## Géographie
La réserve naturelle se trouve au sud de la Sibérie centrale dans la partie la plus haute de la chaîne de l'Alataou de Kouznetsk et dans les territoires administratifs du raïon de Tissoul, du raïon de Novokouznetsk et du raïon de Mejdouretchensk. La zone de surveillance fondée en 1993 dépend en plus des précédents du raïon de Krapivinsk et de la république autonome de Khakassie. Elle est large de quatre à vingt kilomètres.

## Faune et flore
La réserve répertorie 572 espèces de plantes. La plus grande partie de son territoire est recouverte de forêts de la taïga montagneuse formée de conifères, dont le pin de Sibérie, qui se changent sur les pentes orientales en forêts de conifères mélangés à des feuillus. La végétation est celle de la ceinture supérieure de la steppe et de la steppe boisée, jusqu'à la taïga et les zones de type alpin, ainsi que la toundra de haute montagne. C'est ainsi que des espèces rares poussent dans la réserve comme le sabot de Vénus, l'orpin rose, Rhaponticum carthamoides (dite ici la racine du cerf) et des espèces endémiques.
Quant aux animaux, ce sont 273 espèces d'oiseaux qui sont répertoriées, 65 espèces de mammifères dont 11 insectivores, 9 chauves-souris, 24 rongeurs, 13 carnivores et 5 ongulés. Le noyau de cette faune est celui de la taïga. On peut ainsi observer la musaraigne naine, la brune ou celle à grandes dents, la taupe de l'Altaï, le tamias, le campagnol gris-roux, etc. ainsi que l'ours brun, le blaireau, la loutre, le renard, le loup et l'élan et les mammifères caractéristiques de l'écosystème des monts Saïan de l'Altaï.

## Référence
- (ru) Cet article est partiellement ou en totalité issu de l’article de Wikipédia en russe intitulé « Кузнецкий Алатау (заповедник) » (voir la liste des auteurs).